# Шальби
Шальби (нем. Schaalby) — община в Германии, в земле Шлезвиг-Гольштейн. 
Входит в состав района Шлезвиг-Фленсбург. Подчиняется управлению Зюдангельн.  Население составляет 1662 человека (на 31 декабря 2010 года). Занимает площадь 24,99 км².